# Cerodontha thunebergi
Cerodontha thunebergi är en tvåvingeart som beskrevs av Nowakowski 1967. Cerodontha thunebergi ingår i släktet Cerodontha och familjen minerarflugor. Arten har ej påträffats i Sverige. Inga underarter finns listade i Catalogue of Life.